# 索博利夫卡 (科托夫斯克區)
47°41′36″N 29°33′56″E / 47.69333°N 29.56556°E
索博利夫卡（烏克蘭語：Соболівка）是位於烏克蘭西南部的村莊，由敖德萨州波季利斯克区的庫亞利尼克市鎮負責管轄。該村始建於1861年，面積0.82平方公里，海拔高度238米，2001年人口690，人口密度每平方公里841.46人。